# Historisches Museum von Sughd

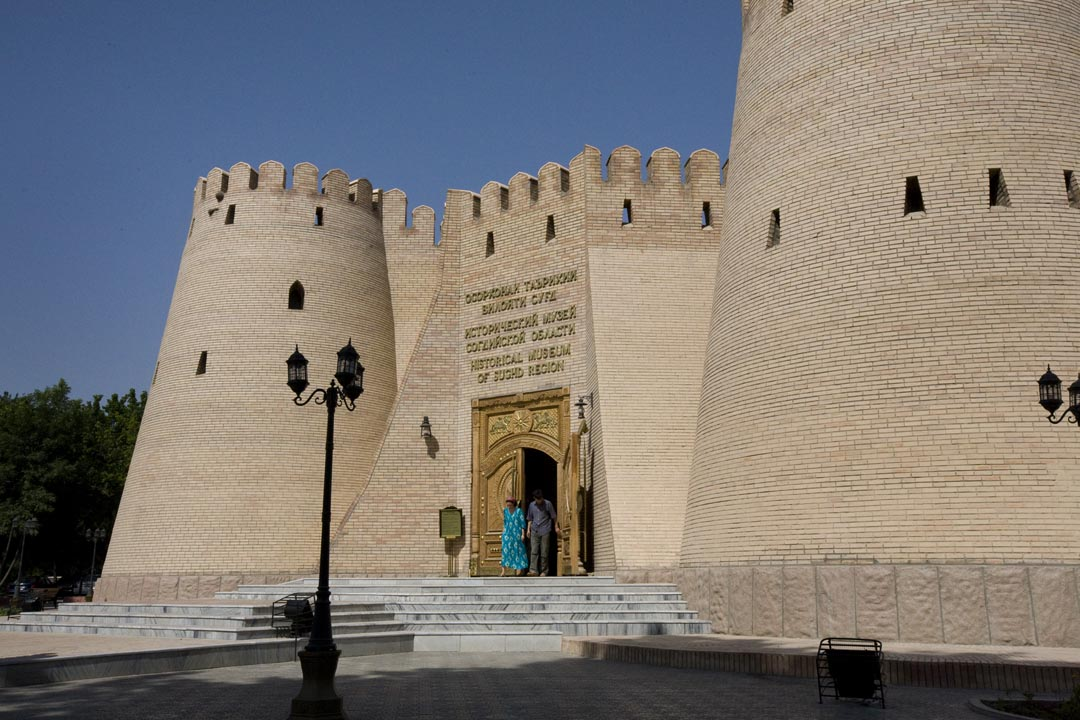
Außenansicht des Museums, einer Rekonstruktion der Timur-Malik-Festung

Das Historische Museum von Sughd ist ein Museum in der tadschikischen Stadt Chudschand, das sich mit der Geschichte der Region Sughd auseinandersetzt. Das Museum befindet sich in einem wiederaufgebauten Teil der ehemaligen Festungsanlage der Stadt Chudschand, der Timur-Malik-Festung. In unmittelbarer Nähe des Museumsgebäudes verläuft der Syrdarja.

## Ausstellung

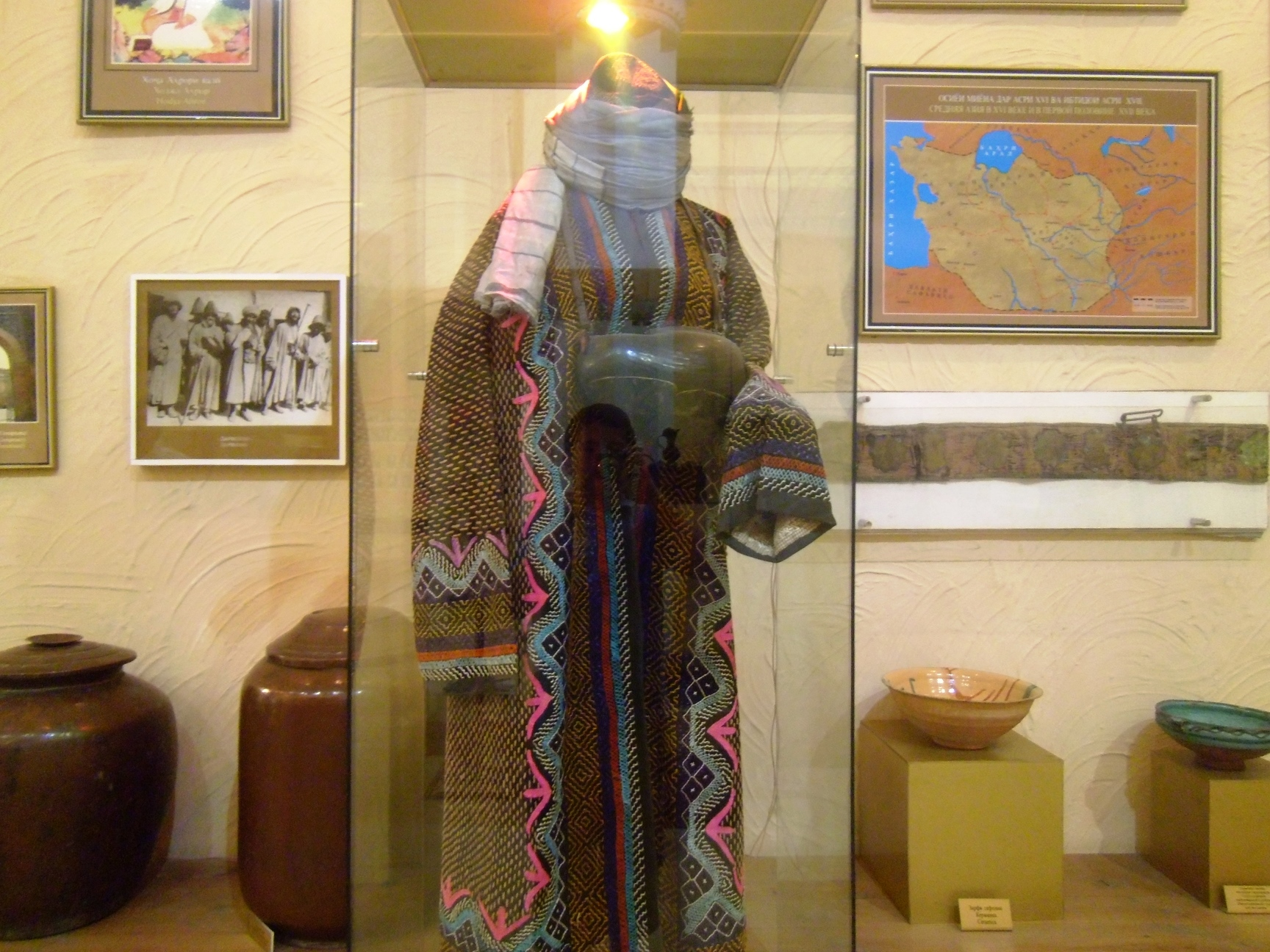
Typische Kleidungsstücke der Region

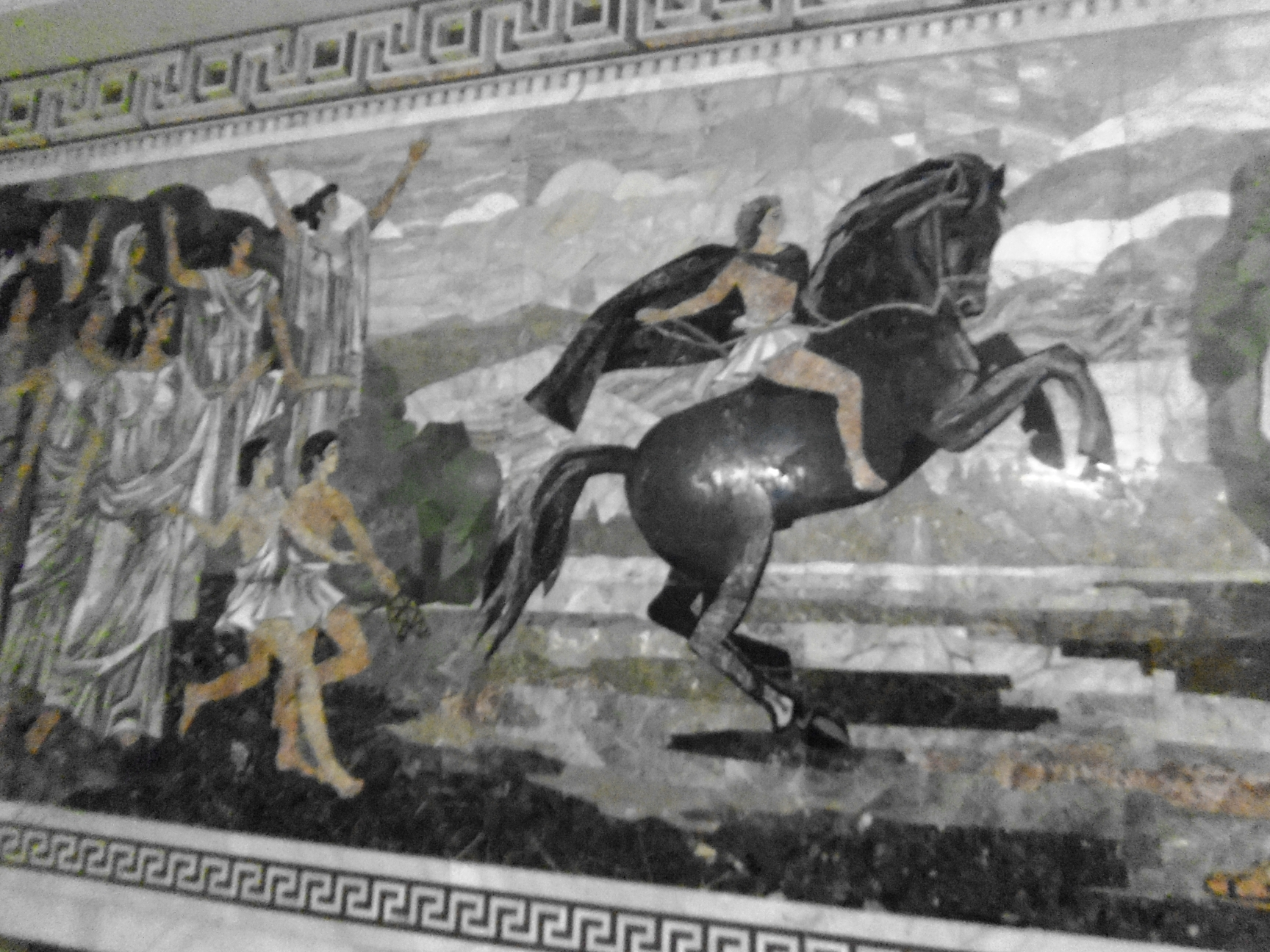
Mosaik mit Alexander dem Großen

Ein Schwerpunkt des Museums sind Exponate aus der Zeit Alexanders des Großen, insbesondere Mosaike. Außerdem gibt das Museum Einblicke in die Geschichte der Region Sughd, angefangen mit Relikten von prähistorischen Kulturen in der Region, über kunstvolle Kleider, die die kunstvolle tadschikische Stickerei präsentieren, und handgewebte Teppiche. Die Eingangshalle des Museums ist geprägt von einer Statue Timur Maliks, der im 13. Jahrhundert Statthalter von Chudschand war und durch seine heldenhafte, aber letztlich vergebliche Verteidigung der Stadt gegen die Invasion der Mongolen, zum Nationalheld in Tadschikistan wurde.